# Skintight
Skintight è un'opera teatrale del drammaturgo statunitense Joshua Harmon, debuttata a New York nel 2018.

## Trama
Jodi Isaac, avvocato di Los Angeles, torna a New York per il settantesimo compleanno del padre Elliot, un designer minimalista noto per vendere i suoi progetti sulla schiena di modelli. A spingere Jodi verso questo viaggio c'è anche il fatto che l'ex marito è tornato a Los Angeles per sposare una ventiquattrenne insegnante di aerobica. Ma Elliot non è in grado di consolare la figlia, anche perché lui stesso non è diverso dall'ex-genero: il suo nuovo fidanzato, Tray, è un modello di vent'anni. In visita c'è anche il figlio di Jodi, Bernjamin, specializzando in studi queer, che pur essendo nato e cresciuto nella ricchezza non guadagnata da lui, si sente autorizzato a criticare l'ultima fiamma del nonno.

## Produzioni
La commedia ha debuttato al Laura Pels Theatre nell'Off Broadway il 31 maggio 2018 e, dopo venti giorni d'anteprime, ha avuto la sua prima ufficiale il 21 giugno; la pièce è rimasta in cartellone per poco più di due mesi, fino al 26 agosto. Daniel Aukin curava la regia, mentre il cast era composto da: Idina Menzel (Jodi), Jack Wetherall (Elliot), Will Brittain (Tray), Eli Gelb (Benjamin), Cynthia Mace (Orsolya) e Stephen Carrasco (Jeff).
Nell'autunno del 2019 la pièce fa il suo debutto sulla Costa Ovest, in scena alla Geffen Playhouse di Los Angeles per la regia di Daniel Aukin. Idina Menzel, Eli Gelb e Will Brittain sono tornati a ricoprire i ruoli già interpretati a Broadway, questa volta accanto a Harry Groener (Elliot), Kimberly Jürgen (Orsolya) e Jeff Skowron (Jeff).